# Essen (Gueldre)
Pour les articles homonymes, voir Essen.
Essen est une localité des Pays-Bas appartenant à la commune de Barneveld.